# ردشکووتسی
ردشکووتسی (به بلغاری: Redeshkovtsi) یک منطقهٔ مسکونی در بلغارستان است که در شهرستان گابروو واقع شده‌است.